# Marianne Vogel

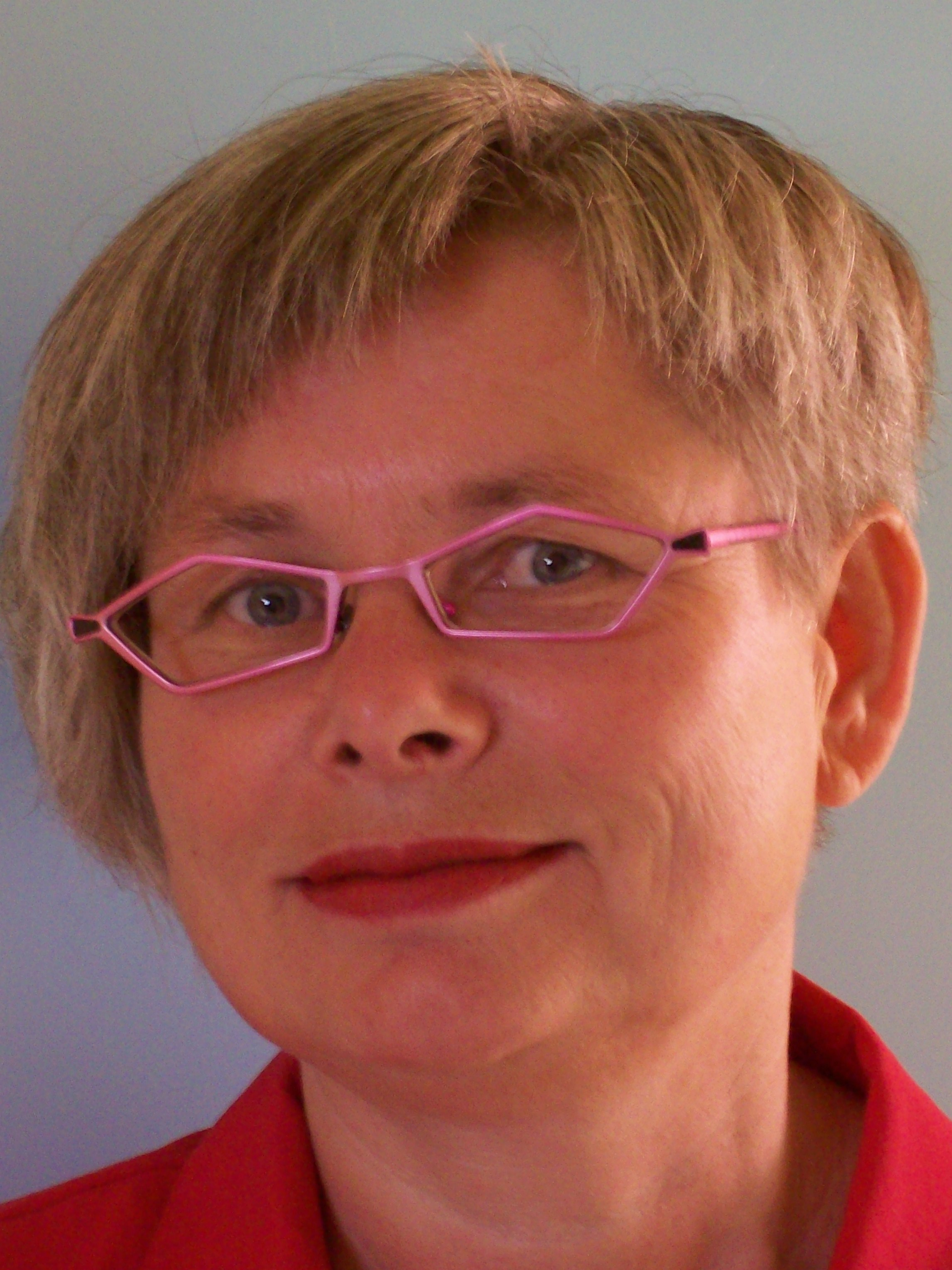
Marianne Vogel (2012)

Marianne Vogel (Rotterdam, 6 augustus 1958) is een Nederlandse schrijver, germanist, literair vertaler en persoonlijk coach.

## Levensloop
Vogel werd op 6 augustus 1958 geboren in Rotterdam. Na haar eindexamen in 1976 woonde zij enkele jaren in Parijs en Berlijn. Vanaf 1979 studeerde ze Duitse taal- en letterkunde aan de Rijksuniversiteit Leiden. Naast haar hoofdvak deed ze tevens de lerarenopleiding en een studie wijsbegeerte. In 1985 studeerde zij af in de Duitse taal- en letterkunde, inclusief een eerstegraads lesbevoegdheid. Daarna ging zij door met de studie wijsbegeerte en volgde een promotietraject.
In 1992 promoveerde Vogel tot doctor in de Letteren aan de Rijksuniversiteit Leiden. Haar promotor was Hans Würzner; het onderwerp van haar proefschrift was het literaire en beeldende werk van Paul Klee.
De volgende tien jaar werkte zij als neerlandicus aan verschillende Duitse universiteiten, waaronder zeven jaar in Freiburg. Tevens deed ze onderzoek naar de Nederlandse en Duitse literatuur en cultuur. In 2001 verdedigde ze haar tweede proefschrift, deze keer aan de Universiteit van Maastricht, waar ze promoveerde tot doctor in de Algemene Wetenschappen. Haar promotor was Maaike Meijer en haar proefschrift behandelde het naoorlogse literaire veld in Nederland. (Baard boven baard, zie beneden)
Sinds 2001 woont Marianne Vogel weer in Nederland. Ze werkte een aantal jaren als germanist aan de Rijksuniversiteit Groningen en startte in 2006 het bedrijf De Bosvogel Coaching in Zuidhorn.
Daarnaast debuteerde Vogel in 2012 als auteur van literaire thrillers. Het decor van deze boeken is Berlijn, de plots draaien om kernthema’s uit de Duitse geschiedenis, politiek en cultuur. In haar eerste thriller (Gedeelde stad, geheelde stad) onderzoekt Vogel de trauma's van de Duitse hereniging in het hedendaagse Berlijn. In haar tweede thriller (In de schaduw van Marlene Dietrich) staan de Berlijnse jaren 20, de opkomst van de nazi’s en de emigratie van Berlijners naar Nederland centraal. De derde thriller (Communistengoud en kerstengelen) gaat over de voormalige Stasi en de verdwenen DDR-miljoenen in het Duitsland van nu. De vierde, Geest en beest, draait om de impact van de Tweede Wereldoorlog op het heden, Weimar & Buchenwald en Goethe.

## Werk
- 1987-1991 Assistent-in-opleiding, Rijksuniversiteit Leiden.
- 1992-1994 Docent Nederlandse taal en literatuur in Leipzig en Frankfurt/Main.
- 1994-2001 Leiding lectoraat Nederlands aan de universiteit van Freiburg.
- 2001-2006 Coördinator Duitslandstudies, studiecoach en docent aan de Rijksuniversiteit Groningen.
- 2002 Tien weken gastdocent aan de Universitas Indonesia in Jakarta.
- 2006-heden Persoonlijk coach en docent van De Bosvogel Coaching te Zuidhorn.

## Onderscheidingen
- 1996 De jaarlijkse vertaalprijs van het Estisch Cultuurkapitaal voor de vertaling van Emil Tode's Grensgebied samen met Cornelius Hasselblatt.

## Publicaties (selectie)[3]
Literaire thrillers
- 2012 Gedeelde stad, geheelde stad. Berlijnse thriller. Soesterberg: Uitgeverij Aspekt. 374 p. Tweede druk 2014.
- 2014 In de schaduw van Marlene Dietrich. Berlijnse thriller. Soesterberg: Uitgeverij Aspekt. 373 p.
- 2016 Communistengoud en kerstengelen. Berlijnse thriller. Soesterberg: Uitgeverij Aspekt. 386 p.
- 2018 Geest & Beest. (trailer) Berlijnse thriller. Soesterberg: Uitgeverij Aspekt. 379 p.
- 2021 Brecht gaat voor recht. Berlijnse thriller. Soesterberg: Uitgeverij Aspekt. 427 p.
- 2024 Speelbal van spionnen. Berlijnse thriller. Soesterberg: Verlag Aspekt. 403 p.

Wetenschappelijk
- 1988 Ich bin ein ganz schlichter Malermeister. Über den Status des schriftlichen Werkes von Paul Klee. In: Leids kunsthistorisch jaarboek 7, 99-121.
- 1992 Zwischen Wort und Bild. Das schriftliche Werk Paul Klees und die Rolle der Sprache in seinem Denken und in seiner Kunst. München: Scaneg-Verlag. 198 p.
- 2001 Baard boven baard. Over het Nederlandse literaire en maatschappelijke veld 1945-1960. Amsterdam: Van Gennep. 294 p.
- 2001 Recensies! Waar onze literatuur vandaan komt. Amsterdam/Abtverpen: Veen. 63 p.
- 2003 (red., met Frits Botermann): Nederland en Duitsland in het interbellum. Wisselwerking en contacten. Onder redactie van en Marianne Vogel. Hilversum: Verloren. 256 p.
- 2006 (red.): Van quatsch en kwaliteit. Nederlandse en Duitse media en hun cultuurverschillen. Groningen: Barkhuis.
- 2007 (red., met Petra Broomans en Stella Linn): Object: Nederlandse literatuur in het buitenland. Methode: onbekend. Vormen van onderzoek naar de receptie van literatuur uit het Nederlandse taalgebied. Groningen: Barkhuis.
- 2012 Van IJstijd tot Skype. Korte geschiedenis van Estland. Door Cornelius Hasselblatt, met redactionele medewerking van Marianne Vogel. Antwerpen, Apeldoorn: Garant. 255 p.

Vertalingen
- Van haast naamloze kusten. Moderne Estische poëzie. Samengesteld en ingeleid door Paul-Eerik Rummo. Uit het Estisch vertaald door Marianne Vogel en Mati Sirkel. Leiden: De Lantaarn & De Slavische Stichting te Leiden 1989. 47 p.
- Een meester over de chaos : teksten van Paul Klee. Samenstelling, vertaling en nawoord: Marianne Vogel. Zeist: Vrij Geestesleven 1989. 119 p.
- (met Iris Réthy) Arvo Valton: De wereldreis van Arvid Silber. Breda: De Geus 1991. 320 p.
- (met Cornelius Hasselblatt) Viivi Luik: De schoonheid der geschiedenis. Breda: De Geus 1992. 190 p.
- (met Cornelius Hasselblatt) Jaan Kross: Het vertrek van professor Martens. Amsterdam: Prometheus 1993. 277 p.
- (met Cornelius Hasselblatt) Emil Tode: Grensgebied. Amsterdam: Meulenhoff 1996. 140 p.
- Woorden in de wind van de Oostzee. Estische poëzie uit de twintigste eeuw. Jaan Kaplinski, Doris Kareva, Viivi Luik, Ene Mihkelson, Karl Ristikivi, Paul-Eerik Rummo, Triin Soomets, Mats Traat, Mari Vallisoo, Juhan Viiding. Samengesteld door Cornelius Hasselblatt & Marianne Vogel. Vertaald uit het Estisch door Adriaan van der Hoeven, Theo van Lint, Frans van Nes, Jan Sleumer & Marianne Vogel, o.l.v. Cornelius Hasselblatt & Marianne Vogel. Leuven: Uitgeverij P 2005. 175 p.